# GPHB5
GPHB5 (англ. Glycoprotein hormone beta 5) – білок, який кодується однойменним геном, розташованим у людей на короткому плечі 14-ї хромосоми. Довжина поліпептидного ланцюга білка становить 130 амінокислот, а молекулярна маса — 14 232.
| 10         |  | 20         |  | 30         |  | 40         |  | 50         |
| ---------- |  | ---------- |  | ---------- |  | ---------- |  | ---------- |
| MKLAFLFLGP |  | MALLLLAGYG |  | CVLGASSGNL |  | RTFVGCAVRE |  | FTFLAKKPGC |
| RGLRITTDAC |  | WGRCETWEKP |  | ILEPPYIEAH |  | HRVCTYNETK |  | QVTVKLPNCA |
| PGVDPFYTYP |  | VAIRCDCGAC |  | STATTECETI |  |            |  |            |

A: Аланін

C: Цистеїн

D: Аспарагінова кислота

E: Глутамінова кислота

F: Фенілаланін

G: Гліцин

H: Гістидин

I: Ізолейцин

K: Лізин

L: Лейцин

M: Метіонін

N: Аспарагін

P: Пролін

Q: Глутамін

R: Аргінін

S: Серин

T: Треонін

V: Валін

W: Триптофан

Кодований геном білок за функцією належить до гормонів. 
Секретований назовні.